# Tobe Hooper
Tobe Hooper (født 25. januar 1943, Austin, Texas, død 26. august 2017) var en amerikansk filminstruktør og manuskriptforfatter, bedst kendt for sit arbejde i gyser genren. Hans værker omfatter kultklassiker Motorsavsmassakren (1974), sammen med dens første efterfølger, Motorsavsmassakren 2 (1986), den tre-gange Emmy-nominerede Stephen King filmatisering Salems Lot (1979), og de tredobbelte Academy Award-nominerede, Steven Spielberg-producerede Poltergeist (1982).

## Filmografi
- Eggshells (1969)
- The Texas Chain Saw Massacre (1974)
- Eaten Alive (1977)
- Salem's Lot (1979)
- The Funhouse (1981)
- Poltergeist (1982)
- Lifeforce (1985)
- Invaders from Mars (1986)
- The Texas Chainsaw Massacre 2 (1986)
- Spontaneous Combustion (1990)
- I'm Dangerous Tonight (1990)
- Night Terrors (1993)
- Body Bags (1993)
- The Mangler (1995)
- Nowhere Man (1995)
- Dark Skies (1997)
- The Apartment Complex (1999)
- Crocodile (2000)
- Toolbox Murders  (2004)
- Dance of the Dead (Masters of Horror) (2005)
- Mortuary (2006)
- The Damned Thing (Masters of Horror) (2006)
- Djinn (2012)
- Texas Chainsaw Massacre 3-D (2012) som en cameo [2]